# Вилдомар (Калифорнија)
Вилдомар (енгл. Wildomar) град је у америчкој савезној држави Калифорнија. По попису становништва из 2010. у њему је живело 32.176 становника.

## Демографија
Према попису становништва из 2010. у граду је живело 32.176 становника, што је 18.112 (128,8%) становника више него 2000. године.
| Група             | 2000.          | 2010.          |
| Белци             | 10.111 (71,9%) | 17.255 (53,6%) |
| Афроамериканци    | 248 (1,8%)     | 1.065 (3,3%)   |
| Азијати           | 259 (1,8%)     | 1.454 (4,5%)   |
| Хиспаноамериканци | 3.035 (21,6%)  | 11.363 (35,3%) |
| Укупно            | 14.064         | 32.176         |